# ロン・リチャードソン
ロン・リチャードソン（Ron Richardson, 本名 Ronald F. Richardson  1952年1月27日 - 1995年4月5日）は、アメリカ合衆国のミュージカル俳優。

## 人物・生涯
ペンシルベニア州フィラデルフィア出身。フィラデルフィア芸術大学（en:University of the Arts (Philadelphia)）で声楽を学び、ショーボート、キャメロット、ラ・マンチャの男といった古典的ミュージカルに出演する。
1977年、ヒューストン・グランド・オペラのフォーク・オペラ『ポーギーとベス』（Porgy and Bess）にてスポーティング・ライフ役を演じる。
1978年にはミュージカル『Timbuktu!』でブロードウェイの舞台に立ち、以降数年間はアメリカ国内各地の舞台をこのミュージカルでまわる。
1985年、ブロードウェー・ミュージカル『ビッグ・リバー』でジム役を演じる。『ビッグ・リバー』はアメリカの演劇界において最も権威ある賞であるトニー賞の最優秀ミュージカル作品賞等を受賞する。
『ビッグ・リバー』は1987年まで上演され、その後は世界各地の舞台やコンサートに出演する。
1989年と1993年には、さだまさしのコンサート『夏 長崎から さだまさし』にも出演。コンサートの目的である「広島原爆の日の8月6日に、長崎から広島に向かって平和について歌う」という主旨に理解を示し、ボランティア出演だったという。なお、1989年に出演した模様はさだまさしのライヴ・アルバムおよびビデオ『夏・長崎から'89』に収録されている。
1990年にミュージカル『Oh, Kay!』、1993年にはミュージカル『The Boys Choir of Harlem and Friends』に出演する。
1995年4月5日、エイズのためニューヨーク郊外のニューヨーク州ウエストチェスター郡ブロンクスビルで死去。43歳没。